# 浮洲堡
浮洲堡，是台灣北部自清治時期至日治初期的一個行政區劃，其範圍包括今宜蘭縣的三星鄉中北部及員山鄉南部一小塊地區。
浮洲堡北邊為員山堡，東邊為民壯圍堡、清水溝堡、紅水溝堡，南邊、西邊及西北邊為蕃地。

## 管轄街庄
浮洲堡原轄7個庄，1909年（明治四十二年）10月2日追加粗坑、小南澳2個庄，合計9個庄：
- 今員山鄉境內：溪洲庄、洲仔庄、粗坑庄（部分在大同鄉境內）
- 今三星鄉境內：叭哩沙庄、阿里史庄、大洲庄、中溪洲庄、紅柴林庄
- 今冬山鄉境內：小南澳庄（部分在大同鄉境內）